# Bikkuri Nekketsu Shinkiroku: Harukanaru Kin Medal
Bikkuri Nekketsu Shin Kiroku! Harukanaru Kin Medal (jap. びっくり熱血新記録！はるかなる金メダル), w Ameryce Północnej wydana jako Crash 'n the Boys: Street Challenge – komputerowa gra sportowa wyprodukowana przez Technōs Japan Corporation na konsolę Nintendo Entertainment System w 1992 roku i na konsolę Game Boy w 1993 roku. Była ona doceniana za humor i grywalność.

## Fabuła
Podczas ostatniego turnieju drużyna Nekketsu High School, z Kunio na czele, po raz kolejny zwyciężyła olimpiadę. W tym czasie niejaki Todd Thotnley z drużyny Oklahoma High School postanawia wyzwać ich na jeszcze jeden, tym razem ostateczny pojedynek. Kiedy ojciec Todda - Lee Thotnley czyta w gazecie kolejną informację o przegranej swojej drużyny, nakazuje wyrzucić swojego syna z drużyny. Todd postanawia, że podczas turnieju będzie walczył nieuczciwie, aby ułatwić sobie drogę do zwycięstwa.

## Rozgrywka
W grze są dostępne cztery różne zespoły do wyboru, jest również jeden zespół sterowany przez komputer. Każda drużyna ma pięciu członków, każdy z nich ma inne umiejętności. Przed każdą konkurencją gracz ma możliwość zakupienia specjalnych bonusów dla swoich bohaterów. Gracz wybiera spośród drużyn: Nekketsu High School, prowadzonej przez Kunio; Hanazono High School; Reihō Academy; a także Interschool Union. W grze istnieje pięć konkurencji podzielonych na dwa typy. Są to konkurencje indywidualne: Rzut młotem i skok przez dachy budynków, a także konkurencje „jeden na jednego”: bieg przez płotki na 400 metrów, pływanie i walki.